# Resto del mondo
Nelle competizioni sportive o di altro tipo, l'espressione Resto del mondo, spesso abbreviata con la sigla RDM (in inglese Rest of the World, abbreviato ROW), viene utilizzata per indicare una squadra o un gruppo ad hoc formato da tutti i partecipanti che non rappresentano una delle nazioni in gara.

## Contesto
Le squadre del Resto del mondo, in genere, hanno poca esperienza nel giocare insieme o nel lavorare in squadra e le loro capacità non vengono solitamente considerate indicative delle loro reali abilità, sia a livello individuale che come membri delle loro squadre abituali. Di conseguenza, le partite con il RDM si svolgono generalmente come eventi unici, sia come amichevoli che per scopi speciali non competitivi, come l'aiuto estero o gli anniversari.

## Esempi sportivi

### Calcio
Il primo esempio di una squadra del Resto del mondo nel calcio risale quasi all'origine del gioco stesso. Nel 1867, una squadra composta da giocatori dell'Eton College e della Harrow School affrontò una squadra descritta come "il mondo", un incontro che si ripeté nei due anni successivi. Un'altra squadra del RDM giocò contro i Wanderers per chiudere la stagione 1870-71. Poiché il mondo del calcio associativo in quel periodo si estendeva a malapena oltre Londra, il nome non veniva utilizzato in modo serio, e i media erano consapevoli dell'ironia, tanto che a Charles Alcock venne affibbiato il soprannome di "Cochin" per il suo ruolo di capitano della squadra del mondo nel 1867.
La prima partita correttamente organizzata si svolse il 23 ottobre 1963, quando una squadra del Resto del mondo giocò contro l'Inghilterra allo stadio di Wembley in occasione della celebrazione del centenario del calcio. La partita fu caratterizzata da prestazioni straordinarie di Jimmy Greaves, Lev Jašin, Denis Law (che giocò per il RDM) e Luis Eyzaguirre (che guadagnò il soprannome di "Fifo", in riferimento alla FIFA). Un evento simile si svolse l'8 agosto 1987, quando una squadra del RDM disputò una partita, sempre a Wembley, contro la Football League XI per commemorare il centenario della English Football League. Questa fu l'ultima occasione di grande rilievo in cui Diego Maradona giocò su suolo inglese. Sebbene la partita non riscosse molto seguito, la calorosa accoglienza riservata a Maradona, poco più di un anno dopo l'incidente della Mano de Dios, fu notevole. Gary Lineker, che all'epoca giocava per il FC Barcelona, giocò insieme a Maradona per il RDM.

### Cricket
Esempi noti di squadre del Resto del mondo nel cricket includono quelle organizzate per un tour in Inghilterra nel 1970 e in Australia nel 1971-72, in sostituzione dei tour programmati dal Sudafrica, annullati a causa dell'opposizione politica dovuta alla politica di apartheid. Sebbene le partite del 1970 fossero state dichiarate all'epoca con uno status ufficiale di Test cricket, tale riconoscimento fu poi revocato.
Una World XI giocò anche contro l'Australia nella ICC Super Series del 2005. La partita di First Class cricket in quella serie mantiene lo status di Test match, una decisione che è stata e continua a essere controversa per alcuni statistici del cricket. Tuttavia, è improbabile che questo status venga revocato, in parte a causa dell'impatto sui record di cricket di rilievo; ad esempio, senza i wicket ottenuti in questa partita, Muttiah Muralitharan risulterebbe leggermente al di sotto degli 800 wicket in carriera.
Inoltre, una World XI partecipò a una World Series Cricket non ufficiale nel 1977-79, e una Rest of the World XI disputò due brevi tornei in Inghilterra, denominati World Cricket Cup, nel 1966 e nel 1967, faticando nel primo, ma uscendo vittoriosa nel secondo.

### Scacchi
Degni di nota nell'ambiente scacchistico furono i match URSS - Resto del mondo, disputati tra una squadra dei migliori giocatori sovietici e una dei migliori del mondo. La competizione si svolse per la prima volta nel 1970 a Belgrado e un incontro di rivincita fu organizzato a Londra nel 1984. Le due sfide, note come "match del secolo", videro la vittoria dell'Unione Sovietica con un margine ridotto: 20½ a 19½ nel 1970 e 21 a 19 nel 1984.
Nel dicembre del 1988, si svolse a Madrid un match di beneficenza URSS - Resto del mondo. La squadra sovietica era guidata da Garri Kasparov e quella del Resto del mondo da Viktor Korčnoj. I sovietici vinsero con un punteggio di 32½ a 31½.
Tra le partite più spettacolari e intense si può trovare il famoso incontro di scacchi tra Kasparov e il Resto del mondo nel 1999. Giocando con i pezzi bianchi, Kasparov vinse contro una squadra di giocatori internazionali, le cui mosse venivano decise tramite una votazione a maggioranza. Oltre 50 000 persone, provenienti da più di 75 paesi, parteciparono al gioco.
Nel 2002, fu organizzato a Mosca un torneo di partite rapide tra Russia e Resto del mondo. Il RDM, che comprendeva giocatori delle ex repubbliche sovietiche, vinse l'incontro con un punteggio di 52 a 48.

### Golf
Due eventi di golf, uno attivo e uno scomparso, coinvolgono squadre con la denominazione ufficiale "Internazionale", che sono di fatto squadre del Resto del mondo. La Presidents Cup nel golf maschile, che si svolge negli anni dispari, vede sfidarsi una squadra statunitense e una squadra mista composta da giocatori non europei (gli europei competono contro gli Stati Uniti negli anni pari nella Ryder Cup). La Lexus Cup, invece, è stato un torneo disputato tra il 2005 e il 2008 che metteva di fronte una squadra asiatica e una squadra internazionale composta da giocatori di altre nazionalità.

### Tennis
Nel panorama del tennis, dal 2017 si svolge la Laver Cup, che consiste in un incontro tra le selezioni europee e quelle del Resto del mondo.

## Uso non sportivo
Al di fuori dello sport e dei giochi, il termine Resto del mondo viene utilizzato per distinguere un gruppo non specificato ma inclusivo di nazioni da uno o più attori dominanti nell'analisi comparativa di mercati, economie, capacità militari, ecc. Questo termine viene spesso impiegato in grafici o tabelle per rappresentare i dati relativi agli altri paesi.
Ad esempio, la Federation of American Scientists fornisce un elenco di sistemi d'arma del RDM, riferendosi a quelli appartenenti a nazioni diverse dagli Stati Uniti.

### Eurovision Song Contest

La bandiera utilizzata per rappresentare il Resto del mondo all'Eurovision Song Contest

Il 22 novembre 2022, l'Unione europea di radiodiffusione ha annunciato che, a partire dal 2023, l'Eurovision Song Contest avrebbe incluso per la prima volta il televoto da parte dei paesi non partecipanti. Gli spettatori di questi paesi avrebbero potuto votare in tutte le serate, e i loro voti sarebbero stati aggregati e presentati come un singolo set di punti sotto la denominazione "Resto del mondo".
| Punti    | Prima semifinale | Seconda semifinale | Finale    |
| -------- | ---------------- | ------------------ | --------- |
| 12 punti | Israele          | Albania            | Israele   |
| 10 punti | Finlandia        | Armenia            | Finlandia |
| 8 punti  | Lettonia         | Austria            | Armenia   |
| 7 punti  | Svezia           | Australia          | Svezia    |
| 6 punti  | Portogallo       | Slovenia           | Albania   |
| 5 punti  | Repubblica Ceca  | Belgio             | Ucraina   |
| 4 punti  | Moldavia         | Lituania           | Norvegia  |
| 3 punti  | Croazia          | Islanda            | Croazia   |
| 2 punti  | Serbia           | Estonia            | Spagna    |
| 1 punto  | Malta            | Georgia            | Francia   |

| Punti    | Prima semifinale | Seconda semifinale | Finale      |
| -------- | ---------------- | ------------------ | ----------- |
| 12 punti | Ucraina          | Israele            | Israele     |
| 10 punti | Irlanda          | Paesi Bassi        | Ucraina     |
| 8 punti  | Croazia          | Armenia            | Croazia     |
| 7 punti  | Slovenia         | Estonia            | Irlanda     |
| 6 punti  | Lussemburgo      | Svizzera           | Svizzera    |
| 5 punti  | Lituania         | Grecia             | Armenia     |
| 4 punti  | Serbia           | Georgia            | Lussemburgo |
| 3 punti  | Portogallo       | Norvegia           | Grecia      |
| 2 punti  | Australia        | San Marino         | Francia     |
| 1 punto  | Finlandia        | Repubblica Ceca    | Italia      |

| Punti    | Prima semifinale | Seconda semifinale | Finale    |
| -------- | ---------------- | ------------------ | --------- |
| 12 punti | Albania          | Israele            | Israele   |
| 10 punti | Ucraina          | Lettonia           | Albania   |
| 8 punti  | Islanda          | Repubblica Ceca    | Ucraina   |
| 7 punti  | Svezia           | Grecia             | Grecia    |
| 6 punti  | Polonia          | Finlandia          | Svezia    |
| 5 punti  | Portogallo       | Lituania           | Finlandia |
| 4 punti  | Estonia          | Danimarca          | Polonia   |
| 3 punti  | Norvegia         | Malta              | Spagna    |
| 2 punti  | Croazia          | Australia          | Estonia   |
| 1 punto  | Paesi Bassi      | Irlanda            | Austria   |